# せとうち七福神
せとうち七福神（せとうちしちふくじん）とは、しまなみ海道沿線の広島県・愛媛県の6つの寺社に祀られている七福神の霊場である。

## 札所一覧[1]
| 札所  | 山号   | 社寺名   | 読み             | 宗旨/宗派      | 札所本尊                           | 島名   | 所在地                       |
| ----- | ------ | -------- | ---------------- | -------------- | ---------------------------------- | ------ | ---------------------------- |
| 第1番 | ―      | 大山神社 | おおやまじんじゃ | 神道           | だいこくさん（大黒天・大国主大神） | 因島   | 広島県尾道市因島土生町1424-2 |
| 第2番 | ―      | 大山神社 | おおやまじんじゃ | 神道           | えびすさん（事代主神）             | 因島   | 広島県尾道市因島土生町1424-2 |
| 第3番 | 日光山 | 對潮院   | たいちょういん   | 臨済宗         | べんてんさん（弁財天）             | 因島   | 広島県尾道市因島土生町474-1  |
| 第4番 | 仙容山 | 光明坊   | こうみょうぼう   | 真言宗泉涌寺派 | びしゃもんてん（毘沙門天・多聞天） | 生口島 | 広島県尾道市瀬戸田町御寺757  |
| 第5番 | 潮音山 | 向雲寺   | こううんじ       | 曹洞宗         | ふくろくじゅ（福禄寿）             | 大三島 | 愛媛県今治市上浦町瀬戸1754   |
| 第6番 |        | 観音寺   | かんのんじ       | 曹洞宗         | じゅろうじん（寿老人）             | 伯方島 | 愛媛県今治市伯方町伊方甲1542 |
| 第7番 | 亀老山 | 高龍寺   | こうりゅうじ     | 真言宗御室派   | ほていさん（布袋和尚）             | 大島   | 愛媛県今治市吉海町名2916-2   |

## 以前の札所
第5番：じゅろうじん（寿老人）、沢八幡宮、広島県尾道市瀬戸田町沢、生口島 - 宮司が不在となったため参拝者に対応できないとして、旧第6番札所向雲寺を第5番札所に、伯方島観音寺を第6番札所として寿老人を祀ることとなった。